# 布袋澳

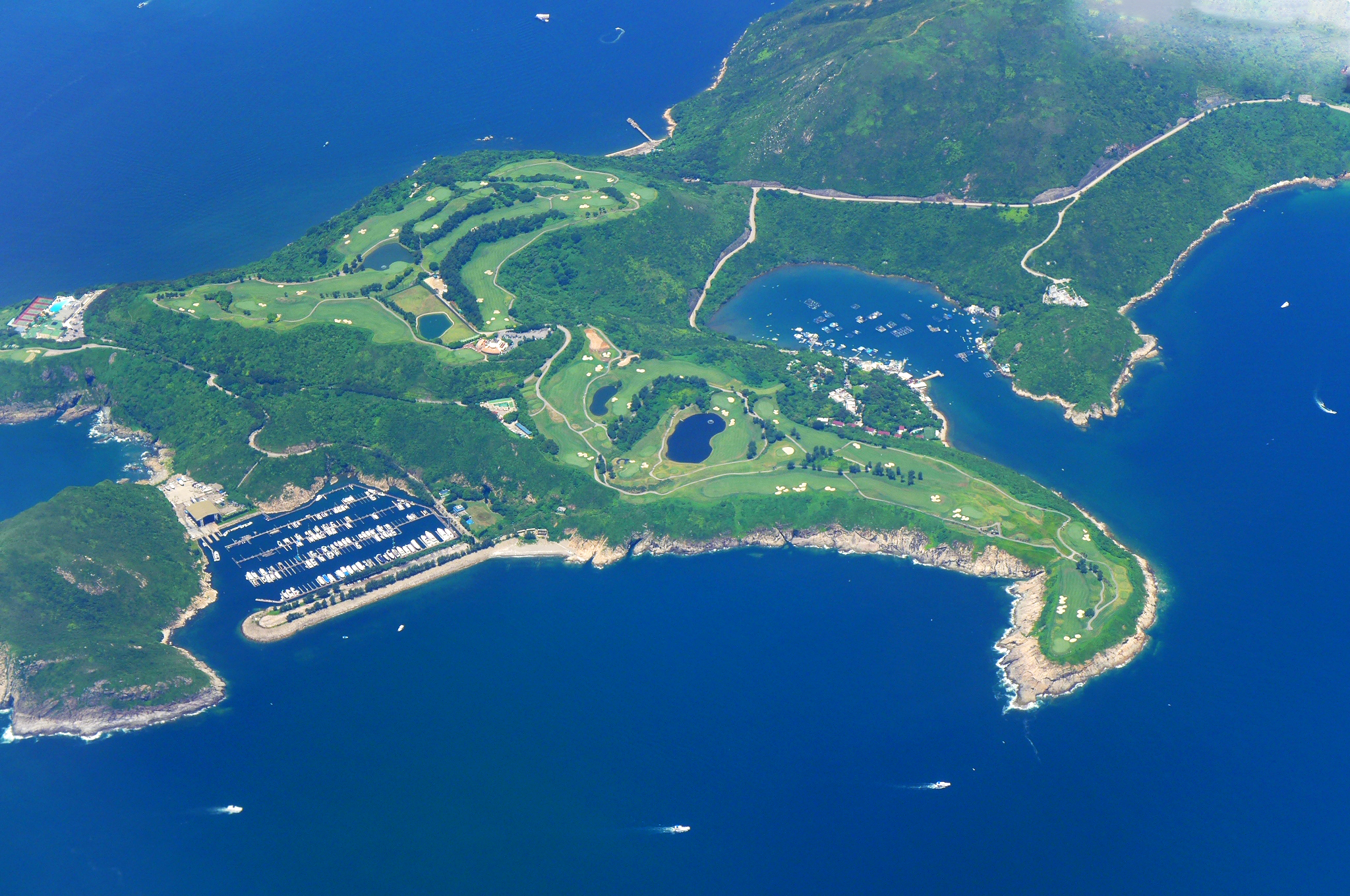
布袋澳海灣內有魚排海鮮養殖場及清水灣鄉村俱樂部高爾夫球場

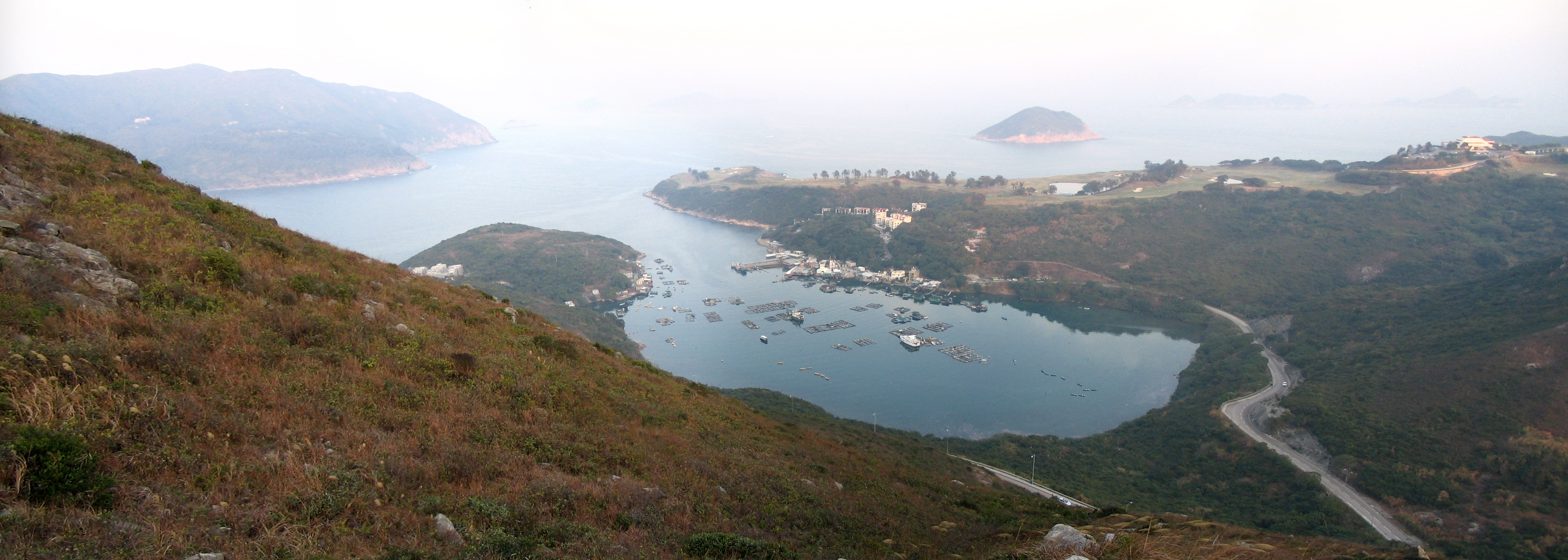
從清水灣郊野公園田下山南脊眺望布袋澳

布袋澳（英語：Po Toi O）是香港新界的一個海灣，位於清水灣半島的南部（以及清水灣海灣東南偏南），田下山及清水灣郊野公園的東面，大廟灣及佛堂門天后廟（大廟）的北面，清水灣的南面，清水灣鄉村俱樂部高爾夫球場的西面。布袋澳海灣的入口在北部，入口的東面和西面分別為石尾頭和下角頭。布袋灣內有魚排養殖場，鄰近有大坳門路及布袋澳村路可以到達布袋澳村，此村村民多以梁 、高、張、劉、鄧氏客家原居民，經營海鮮生意及本地旅遊為業。布袋澳三面環山，北西出海口較窄，就像布袋一樣，布袋澳因而得名。

## 交通
大坳門路是前往布袋澳的必經之路，可在銀影路轉入清水灣道後走入。
- - 寶琳站位置：寶琳港鐵站A2出口新都城地面樓層巴士總站右旁
  - 布袋澳位置：布袋澳村路翡翠別墅入口前面
  - 平日班次約為30分鐘一班，而假日19:30前每15分鐘一班。
  - （尾班車往寶琳為23:30，而寶琳往布袋澳尾班車於21:30）
- 香港的士可行走至坑口鐵路站

## 設施
- 位於布袋澳村路盡頭，小巴總站，翡翠別墅入口前面設有供張貼有傷殘人士車輛停泊許可證之汽車停車場乙個，在小巴總站上客位置旁邊。
- 旱廁變為沖水式廁所——市政總署及區域市政局遺產被翻新（編號：SK-25，SK代表西貢），男女廁各設有座廁馬桶乙座、電子感應水龍頭、乾手機，男女廁格比例：二比三；位於已荒廢鄉村學校之下，需要經過一系列海鮮檔位旁邊主要小徑前往。

## 區議會議席分佈
布袋澳屬鄉村範圍，人口不多，所以跟隨清水灣半島其他地方組合為坑口東選區，選出一名區議員。
| 年度/範圍      | 2000-2003  | 2004-2007  | 2008-2011  | 2012-2015  | 2016-2019  | 2020-2023  |
| -------------- | ---------- | ---------- | ---------- | ---------- | ---------- | ---------- |
| 布袋澳全部範圍 | 坑口東選區 | 坑口東選區 | 坑口東選區 | 坑口東選區 | 坑口東選區 | 坑口東選區 |

## 外部連結
- 布袋澳地圖 （页面存档备份，存于）

22°16′30″N 114°17′38.50″E / 22.27500°N 114.2940278°E